# Cezary Oleksiejczuk
Cezary Oleksiejczuk (ur. 6 stycznia 2000 w Łęcznej) – polski zawodnik mieszanych sztuk walki (MMA). Były mistrz organizacji AFC w wadze piórkowej z 2015 oraz lekkiej z 2016. W latach 2021–2024 mistrz organizacji FEN w wadze półśredniej. 

## Kariera MMA

### Amatorstwo
Przed zawodową karierą toczył amatorskie walki, większość dla Profesjonalnej Ligi MMA (PLMMA). 12 września 2015 po wygraniu walki z Bartłomiejem Farugą zdobył mistrzowski pas Amateur Fighting Championships w wadze piórkowej. Po ponad sześciu miesiącach (18 marca 2016) obronił tytuł, pokonując Karola Żurowskiego. W czerwcu tego samego roku (4 czerwca.2016), został także mistrzem wyższej kategorii wagowej (lekkiej), zwyciężając z Arturem Pawlikiem. Walczył również trzykrotnie dla Thunderstrike Fight League.

### Początki w TFL i RWC
W pierwszej zawodowej walce zadebiutował 23 marca 2018 roku na gali TFL 13 w Lublinie. Odniósł zwycięstwo pokonując przez techniczny nokaut Jakuba Martysa.
16 czerwca 2018 w drugiej walce na TFL 14  zmierzył się z Białorusinem, Wadimem Jakshukem. Podobnie jak w pierwszej walce, pokonał rywala przez TKO.
Pierwszą porażkę w zawodowej karierze odnotował 20 października 2018 roku, kiedy został poddany duszeniem gilotynowym przez Kamila Dołgowskiego pod koniec 1 rundy.
Pod koniec 2018 roku związał się z nowo powstałą organizacją Rocky Warriors Cartel. Podczas pierwszej edycji tej gali wypunktował przeciwnika z Trójmiasta po jednogłośnej decyzji sędziów.
14 kwietnia 2019 roku przegrał przez jednogłośną decyzję sędziów pojedynek z Jackiem Jędraszczykiem.
W jednorazowej walce dla Armia Fight Night w efektowny sposób poddał tzw. balachą Jacka Bednorza. Bój trwał zaledwie jedną minutę i 45 sekund.

### Walka na gołe pięści i powrót do RWC
W pierwszej superwalce na gołe pięści (bez rękawic) dla organizacji Wotore, na zasadach MMA pokonał Damiana Majewskiego. Rywal turnieju odklepał duszenie po nieco ponad minucie walki.
31 lipca 2020 w ostatnim pojedynku dla Rocky Warriors Cartel dopisał do swojego rekordu piąte zawodowe zwycięstwo na gali RWC 5 w Mrągowie. Poddał duszeniem brabo Austriaka, Antona Franjicia w 1. rundzie.

### FEN
2 lutego 2021 pojawiła się informacja, że Oleksiejczuk zadebiutuje w dla czołowej polskiej organizacji Fight Exclusive Night. Podczas gali FEN 32 pokonał holenderskiego kickboksera w jego płaszczyźnie, kończąc go ciosami w parterze.
Podczas FEN 34 skrzyżował rękawice z Szymonem Duszą. Zwyciężył jednogłośną decyzją sędziów (30:27, 29:28, 30:27). Pojedynek został nagrodzony bonusem finansowym za najlepszą walkę wieczoru gali.
Na gali FEN 37 we Wrocławiu zdobył mistrzowski pas w wadze półśredniej. Jednogłośną decyzją sędziów pokonał doświadczonego Rosjanina, Ajguna Achmiedowa.
12 marca 2022 podczas FEN 39 ogłoszono, że na jubileuszowej, czterdziestej gali przystąpi do pierwszej obrony pasa mistrzowskiego FEN w wadze półśredniej. 18 czerwca w Ostródzie zmierzył się z pretendentem do tytułu, Kamilem Kraską. Udanie obronił pas mistrzowski wagi półśredniej, wygrywając jednogłośną decyzją sędziów. Pojedynek nagrodzono bonusem za najlepszą walkę wieczoru.
15 października 2022 na FEN 42 po raz drugi obronił tytuł mistrzowski w wadze półśredniej, technicznie nokautując kopnięciem na korpus w pierwszej rundzie byłego mistrza FEN w kategorii piórkowej (z 2019 roku), Adriana Zielińskiego. Dwa dni później organizacja FEN nagrodziła Oleksiejczuka bonusem za najlepszy nokaut wieczoru gali FEN 42.  
Podczas FEN 45, które odbyło się 11 marca 2023 w Ząbkach, przystąpił do trzeciej obrony mistrzowskiego pasa w pojedynku z Mansurem Abdurzakowem. Wygrał to starcie po pięcio-rundowej batalii jednogłośną decyzją sędziowską (2x 50-45, 49-46). Dwa dni później federacja FEN przyznała obu zawodnikom dodatkowy bonus za walkę wieczoru.  
W walce wieczoru gali FEN 51, która odbyła się 14 października 2023 w Lubinie miał przystąpić do kolejnej obrony tytułu FEN, jednak pierwotny rywal, Kazach Bauyrżan Kuanyszbajew musiał wycofać się z pojedynku na 3 dni przed galą. Nowym rywalem Oleksiejczuka został były zawodnik UFC, Chris Fishgold. Starcie odbyło się w umownym limicie do 79 kilogramów. Zwyciężył już w pierwszej rundzie przez techniczny nokaut.

### Khan Fight, powrót do FEN i Prime Show MMA
19 listopada 2023 Jakub Borowicz tzw. matchmaker organizacji FEN, poinformował za pomocą mediów społecznościowych o kolejnej walce Oleksiejczuka jeszcze w tym roku. Tym razem zawodnik klubu Ankos MMA stoczył walkę poza granicami Polski. Podczas gali Khan Fight 3: Veni, Vidi, SMASH!, która odbyła się 16 grudnia 2023 w tureckiej Bursie, zmierzył się z niepokonanym turecko-rosyjskim Alibegiem Rasułowem. Niespodziewanie przegrał przez jednogłośną decyzję sędziów z rywalem, który zdominował go zapaśniczo na pełnym dystansie.
12 stycznia 2024 ogłoszono, że Oleksiejczuk został pozbawiony pasa mistrzowskiego FEN. Powodem tej decyzji, jaką przedstawił matchmaker federacji FEN, była porażka Oleksiejczuka poza federacją. 
W kolejnej walce, którą stoczył 16 marca 2024 w Lubinie podczas głównego wydarzenia FEN 53: KGHM Fight Night zawalczył z Kazachem, Bauyrżanem Kuanyszbajewem.  W przerwie przed czwartą rundą pojedynek został przerwany. Ostatnie kolano przyjęte przez Kazacha spowodowało głębokie rozcięcie na jego czole, przez co ten nie był w stanie kontynuować starcia. Zwycięzcą przez TKO po interwencji lekarza został zatem Oleksiejczuk. Dla Oleksiejczuka była to ostatnia walka w starym kontrakcie z organizacją Fight Exclusive Night.
8 maja 2024 ogłoszono, że podpisał nowy kontrakt z Fight Exclusive Night. Tydzień później po podpisaniu nowej umowy wdał się w dyskusję na portalu X z mistrzem KSW, Adrianem Bartosińskim, który zasugerował, że Oleksiejczuk podpisał także kontrakt na walki z Prime Show MMA, federacją typu freak show fight. 17 czerwca 2024 federacja Prime Show MMA oficjalnie ogłosiła zakontraktowanie Oleksiejczuka oraz zapowiedziała jego debiutancką walkę, którą miał stoczyć 3 sierpnia 2024 we Wrocławiu podczas gali Prime 9. W lipcu brat Cezarego, Michał, zdradził za pośrednictwem portalu X, że Czarek nie ma rywala na zbliżającą się galę i jego walka może się nie odbyć. Na tydzień przed galą Cezary Oleksiejczuk poinformował fanów za pośrednictwem Instagrama, że jego występ dla Prime Show MMA został przesunięty na dalszy termin z przyczyn niezależnych od niego.
8 września 2024 prezes organizacji FEN, Jakub Borowicz poinformował kibiców za pośrednictwem serwisu X, że Cezary Oleksiejczuk przenosi się do wyższej kategorii wagowej (średniej do 83,9 kg). Następny dzień później federacja ogłosiła debiut Oleksiejczuka już w nowej dywizji, który miał stoczyć 5 października 2024 na gali FEN 56: Wrocław Fight Night we Wrocławiu. Ogłoszonym przeciwnikiem Oleksiejczuka został Rafael Celestino. Na dwa dni przed tym wydarzeniem prezes FEN w programie Koloseum ogłosił, że Brazylijczyk nie zawalczy z Oleksiejczukiem z powodu problemów jego dotarcia do Polski. Następny dzień później federacja FEN poinformowała kibiców o anulowaniu występu Oleksiejczyka, dla którego nie został znaleziony nowy rywal.
Po nieudanej próbie walki dla Fight Exclusive Night oficjalnie zadebiutował w organizacji Prime Show MMA. 26 października 2024 w Ostrowcu Świętokrzyskim na jubiluszowej gali Prime 10 stoczył walkę z byłym zawodnikiem KSW oraz ACA, Piotrem Strusem. Oleksiejczuk znokautował rywala w pierwszej rundzie ciosami w partrze.
Podczas gali FNC 21: Batur vs. Andryszak, która odbyła się 15 lutego 2025 w Zadarze zmierzył się z Anglikiem, Tomem Breesem. Ponownie zwyciężył w pierwszej odsłonie pojedynku przez techniczny nokaut.

### Dana White’s Contender Series
17 maja 2025 w mediach społecznościowych pojawiła się informacja, że Oleksiejczuk weźmie udział w jednej z nadchodzących edycji programu Dana White’s Contender Series. Uczestnicy tego programu muszą zwyciężyć walkę w dobrym stylu, co gwarantuje podpisanie kontraktu z najlepszą federacją MMA na świecie – Ultimate Fighting Championship.

## Walka w boksie
Na dzień przed galą Prime 11, ogłoszono, że Oleksiejczuk w drugiej walce na gali freak fight'owej zawalczy z Marcinem Naruszczką. Zawodnicy skrzyżowali rękawice w formule bokserskiej, jednak w rękawiach z swojej bazowej dyscypliny (MMA). Wydarzenie Prime 11 odbyło się 11 stycznia 2025 w Ostrowie Wielkopolskim. Oleksiejczuk w pierwszej rundzie trzykrotnie powalił rywala na deski, w wyniku czego zwyciężył przez techinczny nokaut.

## Osiągnięcia

### Mieszane sztuki walki
Amatorskie
- Amateur Fighting Championships
  - 2015: Mistrz AFC w wadze piórkowej[60]
  - 2016: Mistrz AFC w wadze lekkiej[61]

Zawodowe
- Fight Exclusive Night
  - 2021-2024: Mistrz FEN w wadze półśredniej[22]

## Lista walk w MMA

### Zawodowe
| Wynik     | Bilans | Przeciwnik (bilans przed walką) | Rozstrzygnięcie                                | Runda | Czas | Rozgrywki                                      | Data       | Miejsce                 | Uwagi                                                                                   |
| --------- | ------ | ------------------------------- | ---------------------------------------------- | ----- | ---- | ---------------------------------------------- | ---------- | ----------------------- | --------------------------------------------------------------------------------------- |
|           |        | Theo Haig (6-0)                 |                                                |       |      | Dana White’s Contender Series 2025: Week 4     | 02.09.2025 | Las Vegas               | Pojedynek o kontrakt z UFC.                                                             |
| Wygrana   | 15-3   | Tom Breese (19-5)               | TKO (ciosy pięściami)                          | 1     | 1:30 | FNC 21: Batur vs. Andryszak                    | 15.02.2025 | Zadar                   | Debiut w FNC. Co-Main Event                                                             |
| Wygrana   | 14-3   | Piotr Strus (16-8-2. 1NC)       | TKO (ciosy pięściami w parterze)               | 1     | 3:33 | Prime 10: Rafonix vs. Magical 2                | 26.10.2024 | Ostrowiec Świętokrzyski | Przejście do wagi średniej.                                                             |
| Wygrana   | 13-3   | Bauyrżan Kuanyszbajew (15-5)    | TKO (przerwanie przez lekarza)                 | 3     | 5:00 | FEN 53: KGHM Fight Night                       | 16.03.2024 | Lubin                   | Main Event                                                                              |
| Przegrana | 12-3   | Alibeg Rasułow (12-0)           | Decyzja (jednogłośna)                          | 3     | 5:00 | Khan Fight 3: Veni, Vidi, SMASH!               | 16.12.2023 | Bursa                   | Main Event                                                                              |
| Wygrana   | 12-2   | Chris Fishgold (18-5-1)         | TKO (ciosy pięściami w parterze)               | 1     | 1:10 | FEN 51: KGHM Fight Night                       | 14.10.2023 | Lubin                   | Limit umowny do 79 kg. Main Event                                                       |
| Wygrana   | 11-2   | Mansur Abdurzakow (9-3)         | Decyzja (jednogłośna)                          | 5     | 5:00 | FEN 45: Tauron Fight Night Ząbki               | 11.03.2023 | Ząbki                   | Obronił pas mistrzowski FEN w wadze półśredniej. Bonus za walkę wieczoru. Main Event    |
| Wygrana   | 10-2   | Adrian Zieliński (22-11)        | TKO (kopnięcie na korpus)                      | 1     | 3:25 | FEN 42: Tauron Fight Night Wrocław             | 15.10.2022 | Wrocław                 | Obronił pas mistrzowski FEN w wadze półśredniej. Bonus za nokaut wieczoru. Main Event   |
| Wygrana   | 9-2    | Kamil Kraska (8-1)              | Decyzja (jednogłośna)                          | 5     | 5:00 | FEN 40: Energa Fight Night Ostróda             | 18.06.2022 | Ostróda                 | Obronił pas mistrzowski FEN w wadze półśredniej. Bonus za walkę wieczoru. Co-Main Event |
| Wygrana   | 8-2    | Ajgun Achmiedow (22-2)          | Decyzja (jednogłośna)                          | 5     | 5:00 | FEN 37: Energa Fight Night Wrocław             | 27.11.2021 | Wrocław                 | Zdobył pas mistrzowski FEN w wadze półśredniej.                                         |
| Wygrana   | 7-2    | Szymon Dusza (10-5)             | Decyzja (jednogłośna)                          | 3     | 5:00 | FEN 34: Totalbet Fight Night                   | 28.05.2021 | Warszawa                | Bonus za walkę wieczoru.                                                                |
| Wygrana   | 6-2    | Djamil Chan (15-8)              | TKO (lewy prosty i ciosy pięściami w parterze) | 1     | 2:35 | FEN 32: Lotos Fight Night Warszawa             | 20.02.2021 | Warszawa                | Debiut w FEN                                                                            |
| Wygrana   | 5-2    | Anton Franjic (2-3)             | Poddanie (duszenie brabo)                      | 1     | 1:26 | RWC 5: Bez Przebaczenia                        | 31.07.2020 | Mrągowo                 | Limit umowny do 80 kg.                                                                  |
| Wygrana   | 4-2    | Jacek Bednorz (6-5)             | Poddanie (dźwignia prosta na staw łokciowy)    | 1     | 1:45 | Armia Fight Night 7: Pamięci Bitwy Pod Kockiem | 05.10.2019 | Lublin                  | Limit umowny do 80 kg. Co-Main Event                                                    |
| Przegrana | 3-2    | Jacek Jędraszczyk (5-2)         | Decyzja (jednogłośna)                          | 3     | 5:00 | RWC 2: Turniej Wagi Ciężkiej                   | 13.04.2019 | Golina                  |                                                                                         |
| Wygrana   | 3-1    | Marcin Pionke (9-1-1)           | Decyzja (jednogłośna)                          | 3     | 5:00 | RWC 1: Nowe Rozdanie                           | 21.12.2018 | Kościerzyna             | Limit umowny do 80 kg.                                                                  |
| Przegrana | 2-1    | Kamil Dołgowski (3-0)           | Poddanie (duszenie gilotynowe)                 | 1     | 4:56 | TFL 15: Noxy Night                             | 20.10.2018 | Lublin                  |                                                                                         |
| Wygrana   | 2-0    | Wadim Jakszuk (0-0)             | TKO (ciosy pięściami w parterze)               | 1     | 2:30 | TFL 14: Akpol Night                            | 16.06.2018 | Kraśnik                 | Co-Main Event                                                                           |
| Wygrana   | 1-0    | Jakub Martys (2-1)              | TKO (ciosy pięściami w parterze)               | 2     | 4:17 | TFL 13: Noxy Night                             | 23.03.2018 | Lublin                  | Debiut w wadze półśredniej.                                                             |

### Amatorskie (bilans niepełny)
| Wynik     | Bilans | Przeciwnik (bilans przed walką) | Rozstrzygnięcie                     | Runda | Czas | Rozgrywki                               | Data       | Miejsce        | Uwagi                                         |
| --------- | ------ | ------------------------------- | ----------------------------------- | ----- | ---- | --------------------------------------- | ---------- | -------------- | --------------------------------------------- |
| Wygrana   | 24-7   | Igor Czernik (7-4)              | TKO (ciosy pięściami)               | 1     | 1:12 | TFL 12: Hydro Truck Night               | 18.11.2017 | Radom          | Powrót do wagi półśredniej                    |
| Wygrana   | 23-7   | Artur Pawlik (1-1-1)            | Decyzja (jednogłosna)               | 3     | 3:00 | MMA Amator Cup 1                        | 11.02.2017 | Łęczna         | Limit umowny do 73 kg. Main Event             |
| Przegrana | 22-7   | Władysław Czernobriwcew (0-0)   | TKO (ciosy pięściami)               | 1     | 1:43 | TFL 10: Oleksiejczuk vs. Klinger        | 12.11.2016 | Lublin         | Debiut w wadze półśredniej. Main Event        |
| Wygrana   | 22-6   | Adil Hussain (2-0)              | Poddanie (duszenie zza pleców)      | 2     | 2:50 | MMAC 1                                  | 09.07.2016 | Birmingham     |                                               |
| Wygrana   | 21-6   | Artur Pawlik (0-0-1)            | Decyzja (jednogłosna)               | 3     | 3:00 | AFC 12                                  | 04.06.2016 | Białobrzegi    | Zdobył pas mistrzowski AFC w wadze lekkiej    |
| Wygrana   | 20-6   | Piotr Herman (0-0)              | TKO (ciosy pięściami)               | 1     | 2:59 | TFL 9: Next Episode                     | 28.05.2016 | Garwolin       |                                               |
| Przegrana | 19-6   | Daniel Rutkowski (0-0)          | Decyzja (jednogłosna)               | 1     | 5:00 | ALMMA 109: Puchar Polski MMA 2016       | 15.05.2016 | Sochaczew      | Przejście do wagi lekkiej                     |
| Wygrana   | 19-5   | Jakub Kucharski (0-0)           | TKO (ciosy pięściami)               | 1     | 1:21 | Battle of Champions 2: Spring Edition   | 02.05.2016 | Zamość         | Limit umowny 73 kg                            |
| Wygrana   | 18-5   | Karol Żurowski (0-0)            | Decyzja (jednogłosna)               | 3     | 3:00 | PLMMA 64 / AFC 9                        | 18.03.2016 | Dęblin         | Obronił pas mistrzowski AFC w wadze piórkowej |
| Wygrana   | 17-5   | Jakub Niewiadomski (1-2)        | ?                                   | ?     | ?    | ALMMA 100                               | 13.02.2016 | Sochaczew      | Mistrzostwa ALMMA Juniorów 70 kg.             |
| Wygrana   | 16-5   | Adrian Drożdżyński              | Poddane (dźwignia na staw łokciowy) | 1     | 0:59 | ALMMA 100                               | 13.02.2016 | Sochaczew      |                                               |
| Wygrana   | 15-5   | Bartłomiej Faruga (2-1)         | Decyzja (jednogłosna)               | 3     | 3:00 | PLMMA 57 / AFC 1                        | 12.09.2015 | Zgorzelec      | Zdobył pas mistrzowski AFC w wadze piórkowej  |
| Przegrana | 14-5   | Kemran Borczaszwili             | KO lub TKO                          | 1     | 0:11 | ALMMA 80: Puchar Lubelskiego            | 26.04.2015 | Chełm          | Mistrzostwa ALMMA Juniorów 70 kg.             |
| Wygrana   | 14-4   | Mateusz Muszyński               | KO lub TKO                          | 1     | 0:15 | ALMMA 80: Puchar Lubelskiego            | 26.04.2015 | Chełm          |                                               |
| Wygrana   | 13-4   | Piotr Błażejewicz               | KO lub TKO                          | 1     | 0:13 | ALMMA 80: Puchar Lubelskiego            | 26.04.2015 | Chełm          |                                               |
| Wygrana   | 12-4   | Bartosz Ciesielski (1-0)        | Poddanie (duszenie gilotynowe)      | 1     | 1:05 | ALMMA 77: Puchar Wielkopolski           | 28.03.2015 | Luboń          |                                               |
| Wygrana   | 11-4   | Marcel Kachel                   | Decyzja (jednogłosna)               | 1     | 4:00 |                                         |            |                |                                               |
| Wygrana   | 10-4   | Mateusz Mańturzyk               | ?                                   | ?     | ?    |                                         |            |                |                                               |
| Wygrana   | 9-4    | Patryk Pamuła                   | Decyzja (jednogłosna)               | 1     | 4:00 |                                         |            |                |                                               |
| Wygrana   | 8-4    | Patryk Chrobak                  | Poddanie (duszenie zza pleców)      | 1     | 0:59 |                                         |            |                |                                               |
| Wygrana   | 7-4    | Eryk Walecki                    | Poddanie (duszenie anakonda)        | 1     | 0:44 |                                         |            |                |                                               |
| Wygrana   | 6-4    | Przemysław Wiśniewski (0-0)     | Poddane (dźwignia na staw łokciowy) | 2     | 1:59 | PLMMA 44: Bieżuń                        | 21.11.2014 | Bieżuń         | Debiut w wadze piórkowej.                     |
| Przegrana | 5-4    | Paweł Nieruszewicz              | ?                                   | ?     | ?    |                                         |            |                |                                               |
| Wygrana   | 5-3    | Sebastian Krzyżanowski          | Decyzja (jednogłosna)               | 1     | 4:00 |                                         |            |                |                                               |
| Wygrana   | 4-3    | Robert Ptasiński (10-2)         | Decyzja (jednogłosna)               | 1     | 4:00 |                                         |            |                |                                               |
| Wygrana   | 3-3    | Isłam Majrasułtanow             | Decyzja (jednogłosna)               | 1     | 4:00 |                                         |            |                |                                               |
| Przegrana | 2-3    | Robert Ptasiński (8-2)          | Decyzja (jednogłosna)               | 2     | 4:00 | PLMMA 37                                | 27.06.2014 | Biała Podlaska | Limit umowny 62 kg.                           |
| Przegrana | 2-2    | Andrzej Karkula                 | Poddane (dźwignia na staw łokciowy) | 1     | 2:44 | ALMMA 61: Puchar Polski MMA 2014        | 24.05.2014 | Bochnia        |                                               |
| Przegrana | 2-1    | Robert Ptasiński (7-2)          | Decyzja (jednogłosna)               | 1     | 4:00 | ALMMA 59: Mistrzostwa Polski Wschodniej | 27.04.2014 | Chełm          |                                               |
| Wygrana   | 2-0    | Szymon Mazurek                  | Poddanie (duszenie gilotynowe)      | 1     | 1:06 | ALMMA 59: Mistrzostwa Polski Wschodniej | 27.04.2014 | Chełm          |                                               |
| Wygrana   | 1-0    | Paweł Szaruga                   | Poddanie (duszenie gilotynowe)      | 1     | 1:04 | ALMMA 59: Mistrzostwa Polski Wschodniej | 27.04.2014 | Chełm          |                                               |

### Gołe pięści (zasady niestandardowe)
| Wynik   | Bilans | Przeciwnik (bilans przed walką) | Rozstrzygnięcie              | Runda | Czas | Rozgrywki | Data       | Miejsce  | Uwagi                                           |
| ------- | ------ | ------------------------------- | ---------------------------- | ----- | ---- | --------- | ---------- | -------- | ----------------------------------------------- |
| Wygrana | 1-0    | Damian Majewski (0-1)           | Poddanie (duszenie anaconda) | 1     | 1:18 | Wotore 2  | 23.05.2020 | Nieporaz | Super Fight. Waga otwarta (bez limitu wagowego) |

### Boks
| Wynik   | Bilans | Przeciwnik (bilans przed walką) | Rozstrzygnięcie     | Runda | Czas | Rozgrywki                               | Data       | Miejsce             | Uwagi                                   |
| ------- | ------ | ------------------------------- | ------------------- | ----- | ---- | --------------------------------------- | ---------- | ------------------- | --------------------------------------- |
| Wygrana | 1-0    | Marcin Naruszczka (0-0)         | TKO (trzy nokdauny) | 1     | ?    | Prime 11: Don Kasjo vs. Polish Zombie 2 | 11.01.2025 | Ostrów Wielkopolski | Walka w oktagonie. W rękawicach do MMA. |

## Życie prywatne
Jest młodszym bratem Michała Oleksiejczuka, który jest również zawodnikiem MMA.